# Giorgio Fontana
Giorgio Fontana (Saronno, 22 de abril de 1981) es un escritor italiano. 

## Biografía
Creció en Caronno Pertusella, zona industrial de la provincia de Varese, y estudió Filosofía en la Universidad de Milán, licenciándose con una tesis sobre el realimo interno de Hilary Putnam.
En el año 2007 publicó la primera novela, Buoni propositi per l'anno nuovo (Mondadori), a la que siguió Novalis (Marsilio 2008).
Con el reportaje narrativo sobre los inmigrantes en Milán Babele 56. Otto fermate nella città che cambia (Terre di Mezzo 2008 y 2014, en reedición), fue finalista del Premio Tondelli 2009. En 2011 publicó con Zona el ensayo La velocità del buio.
Per legge superiore, publicado a finales de octubre de 2011 por Sellerio, ganó el Premio Racalmare - Leonardo Sciascia 2012, el Premio lo Straniero 2012 y la XXVI edición del Premio Chianti. El libro tuvo siete ediciones y se ha traducido en Francia (Seuil), Alemania (Nagel&Kimche) y los Países Bajos (Wereldbibliotheek).
Su última novela, que cierra el díptico sobre la magistratura y la justicia iniciado con Per legge superiore, es Morte di un uomo felice (Sellerio 2014). El libro ganó el Premio Campiello 2014 y el Premio Loria 2014, habiendo sido traducido a varios idiomas. Con el título de Muerte de un hombre feliz ha sido traducido al español en mayo de 2016 por la editorial Libros del Asteroide.
Fontana ha publicado artículos y ensayos sobre diversos temas, entre los cuales están "il manifesto", "Lo Straniero", Opendemocracy.net, "Il primo amore", Berfrois, El Aleph o "Wired". Desde 2005 hasta 2010 ha sido codirector de la revista literaria "Eleanore Rigby".
Actualmente vive y trabaja en Milán. Ha publicado historias dramatizadas para el semanario "Topolino", enseña escritura creativa y colabora con "IL", "TuttoLibri", el dominical del "Sole 24 ore" y otras revistas.

## Obras

### Narrativa
- Buoni propositi per l'anno nuovo, Mondadori, 2007.
- Novalis, Marsilio, 2008.
- Babele 56. Otto fermate nella città che cambia, Terre di Mezzo, 2008 e 2014.
- Per legge superiore, Sellerio, 2011.
- Morte di un uomo felice, Sellerio, 2014. Vencedor del Premio Campiello 2014. En español, Muerte de un hombre feliz, Libros del Asteroide, 2016. ISBN 978-84-16213-67-2

### Ensayística
- La velocità del buio, Zona, 2011.

## Premios
- Premio Sodalitas per il Giornalismo Sociale - Sezione Web 2011
- Premio lo Straniero 2012
- Premio Racalmare - Leonardo Sciascia 2012
- Premio Letterario Chianti - 26ª edición - 2013[3]
- Premio Campiello 2014
- Premio Loria 2014
- Finalista del Premio Massarosa 2007
- Finalista del Premio Rea 2007
- Finalista del Premio Tondelli 2009
- Finalista del Premio Stresa di Narrativa 2012
- Finalista del Premio Roma 2012
- Finalista del Premio Azzeccagarbugli 2012
- Finalista del Premio Minerva 2012
- Finalista del Premio Ultima Frontiera 2012
- Finalista del Premio Sila '49 2012
- Finalista del Mix Prize 2014